# Bruno Orzan
Bruno Orzan (San Lorenzo Isontino, 8 settembre 1927 – Gorizia, 10 dicembre 2008) è stato un calciatore italiano, di ruolo centrocampista.

## Carriera
Giocò in Serie A nella Pro Patria.

## Palmarès

### Club

#### Competizioni nazionali
- Serie C: 1

Pro Gorizia: 1942-1943
- IV Serie: 1

Marsala: 1956-1957